# Вторая итало-эфиопская война
Итало-эфиопская война 1935—1936 гг., также Вторая итало-абиссинская война — война между Итальянским королевством и Эфиопией, итогом которой стала аннексия последней и провозглашение на её месте, с присоединением колоний Итальянская Эритрея и Итальянское Сомали, колонии Итальянская Восточная Африка.
Эта война показала несостоятельность Лиги Наций, членами которой были и Италия, и Эфиопия, в урегулировании международных конфликтов. В этой войне итальянскими войсками широко применялось запрещённое химическое оружие: иприт и фосген, и др. Считается предвестницей Второй мировой войны (наряду с Гражданской войной в Испании и начавшейся в 1937 году Японо-китайской войной). Победа в войне сделала Бенито Муссолини одной из самых видных и значимых фигур европейской политики и показала силу итальянского оружия, но она же побудила его, переоценив свои силы, вступить во Вторую мировую войну.

## Причины войны
Пришедший к власти в Италии фашизм имел чёткую идеологию национального превосходства, которой безусловно противоречило продолжавшееся существование независимого африканского государства в Эфиопии. Дуче Бенито Муссолини с начала своего правления провозгласил курс на создание великой Итальянской империи по типу Римской империи. В его планы входило установление контроля над средиземноморским бассейном и севером Африки. Муссолини обещал народу уравнять Италию с основными колониальными империями: Великобританией и Францией.
Эфиопия была самым удобным объектом для осуществления планов итальянского диктатора. На то было несколько причин:
- К тому времени Эфиопия оставалась практически единственным полностью независимым государством Африки.
- Захват Эфиопии позволил бы объединить итальянские колонии Эритрею и Итальянское Сомали.
- Победа над Эфиопией позволила бы смыть тяготеющий над Италией позор поражения при Адуа в Первой итало-эфиопской войне.

## Подготовка Италии к войне против Эфиопии
В апреле 1934 года итальянский генеральный штаб начал разрабатывать план военной операции против Эфиопии, в декабре он был отправлен на рассмотрение главе министерства колоний маршалу Эмилио Де Боно.
7 января 1935 года было подписано франко-итальянское соглашение, в соответствии с которым в обмен на поддержку позиций Франции в Европе Италия получила несколько островов в Красном море и право на использование французского участка железной дороги Джибути — Аддис-Абеба для снабжения итальянских войск. После подписания соглашения Италия начала переброску войск в свои африканские колонии с использованием железной дороги.
Также Бенито Муссолини и Пьер Лаваль подписали франко-итальянское соглашение об исправлении французской границы в Африке: в обмен на уступки Франции по вопросам о подданстве итальянских поселенцев в Тунисе Франция передала Италии 22 км береговой линии против Баб-эль-Мандебского пролива. После начала войны против Эфиопии этот участок побережья использовался в качестве плацдарма для высадки итальянских войск.
26 мая 1935 года итальянцы спровоцировали инцидент на границе Эфиопии, но он был урегулирован.

## Вооружённые силы сторон к началу войны

### Эфиопия

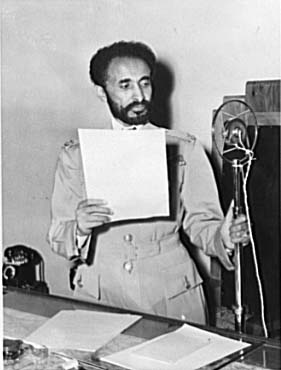
Император Хайле Селассие I

Император Эфиопии Хайле Селассие осознавал приближение войны с Италией и предпринимал усилия по укреплению армии. В середине 1935 года он предпринял попытки закупить оружие, однако западные страны отказались продавать оружие для Эфиопии.
В июле-августе 1935 года была создана Ассоциация эфиопских патриотов, объединявшая 14 тыс. активистов.
В сентябре 1935 года, когда стало ясно, что война с Италией неизбежна, Эфиопия обратилась к Лиге Наций с просьбой (в соответствии со статьёй 15 Устава организации) немедленно принять меры, чтобы предотвратить начало войны. В результате, Лига Наций приняла решение создать «комитет пяти держав», которому было поручено рассмотреть возможность урегулировать конфликт между Италией и Эфиопией дипломатическими средствами. Поскольку принятые меры не могли предотвратить угрозу, в сентябре 1935 года император Хайле Селассие объявил всеобщую мобилизацию. Ему удалось мобилизовать около 500 тыс. чел.
К началу войны эфиопская армия включала в себя части императорской гвардии (10 тыс. человек в составе подразделений, подготовленных по образцу регулярной армии), войска провинций (формировавшиеся по территориальному принципу) и ополчение (формировавшееся по племенному принципу).
Несмотря на солидную численность войск, стране не хватало современных вооружений. Многие воины были вооружены копьями и луками, большую часть огнестрельного оружия составляли устаревшие винтовки, выпущенные до 1900 г. (основной винтовкой эфиопской армии была французская винтовка Гра). По итальянским оценкам, к началу войны эфиопские войска насчитывали от 350 до 760 тыс. чел., но лишь четверть солдат прошла хотя бы минимальную военную подготовку. Всего на армию приходилось примерно 400 тыс. винтовок различных производителей и годов выпуска, около 200 орудий устаревшей артиллерии, около 50 лёгких и тяжёлых зенитных орудий, 5 лёгких танков. ВВС Эфиопии состояли из 15 устаревших бипланов, из которых в рабочем состоянии находились лишь 9 машин (в боях они не участвовали, выполняя лишь курьерские задачи).

### Италия

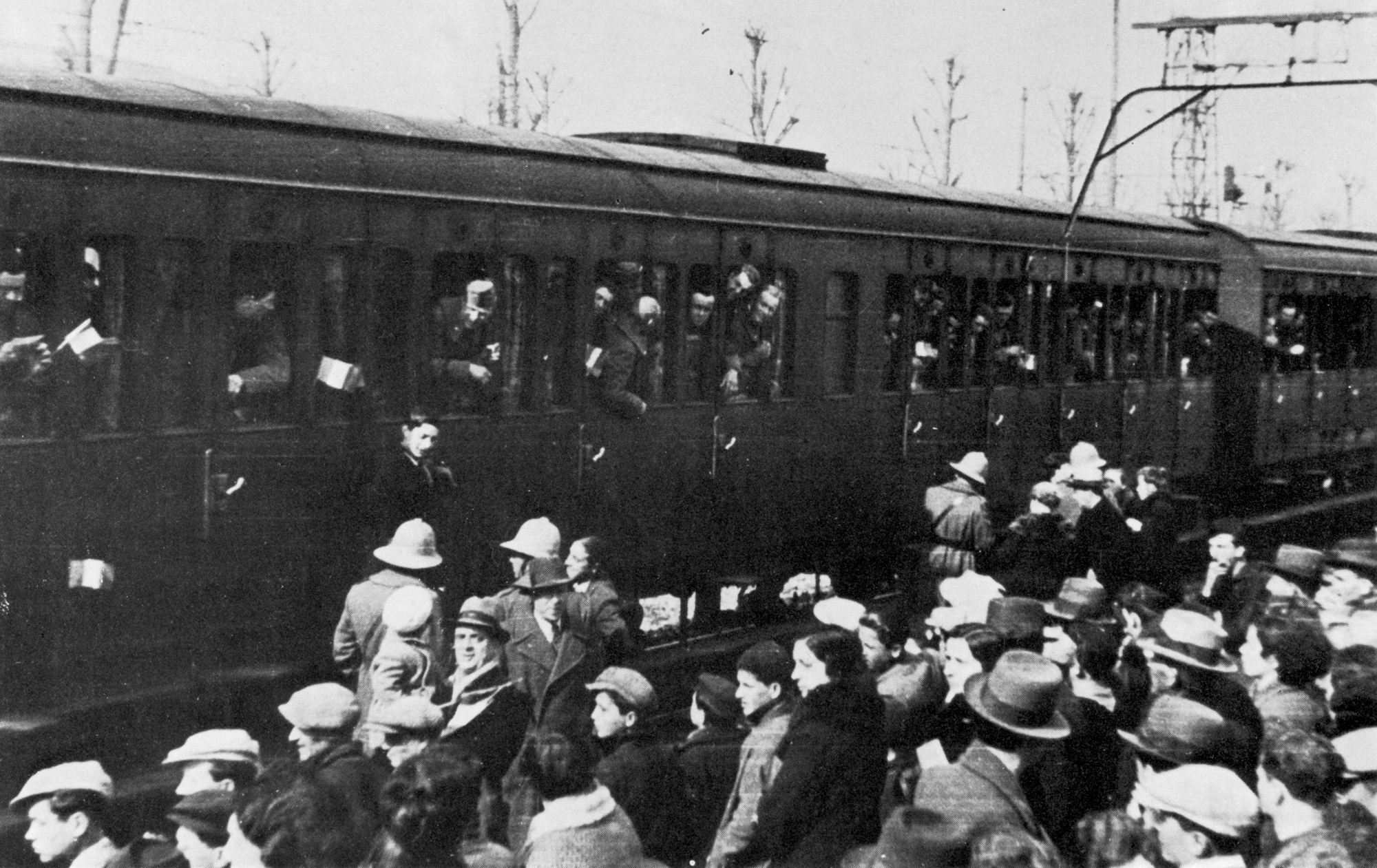
Итальянские солдаты в Монтеварки перед отправлением в Эфиопию

В войне принимали участие части итальянской армии, туземные подразделения колониальных войск («Regio Corpo di Truppe Coloniali») и фашистская милиция («чернорубашечники»).
В целом, для войны против Эфиопии были сосредоточены 400 тыс. военнослужащих, в том числе: 9 дивизий итальянской армии (семь пехотных, одна моторизованная и одна альпийская) и 6 дивизий фашистской милиции (1-я «23 марта», 2-я «28 октября», 3-я «21 апреля», 4-я «3 января», 5-я «1 февраля» и 6-я «Тевере»).
Основная часть итальянской армии перед вторжением в Эфиопию была развёрнута в Эритрее, куда в 1935 прибыли 5 дивизий регулярной армии и 5 дивизий чернорубашечников; в это же время в Итальянское Сомали прибыли одна дивизия регулярной армии и несколько батальонов чернорубашечников. Только эти силы (без учёта армии, уже размещённой в Восточной Африке, туземных подразделений и подразделений, прибывших в течение войны) состояли из 7 тыс. офицеров и 200 тыс. рядовых и были оснащены 6 тыс. пулемётов, 700 орудиями, 150 танкетками и 150 самолётами. Общее командование итальянскими силами в Восточной Африке до ноября 1935 осуществлял генерал Эмилио де Боно, начиная с ноября 1935 г. — маршал Италии Пьетро Бадольо. Северный фронт (в Эритрее) состоял из пяти корпусов, 1-м командовал Ружеро Сантини, 2-м — Пьетро Маравина, 3-м — Адальбетро Бергамо (затем Этторе Бастико), Эритрейским корпусом — Алессандро Пирцио Бироли. Силы Южного фронта (в Сомали) большей частью были сведены в колонну, которой командовал генерал Родольфо Грациани.

## Ход военных действий

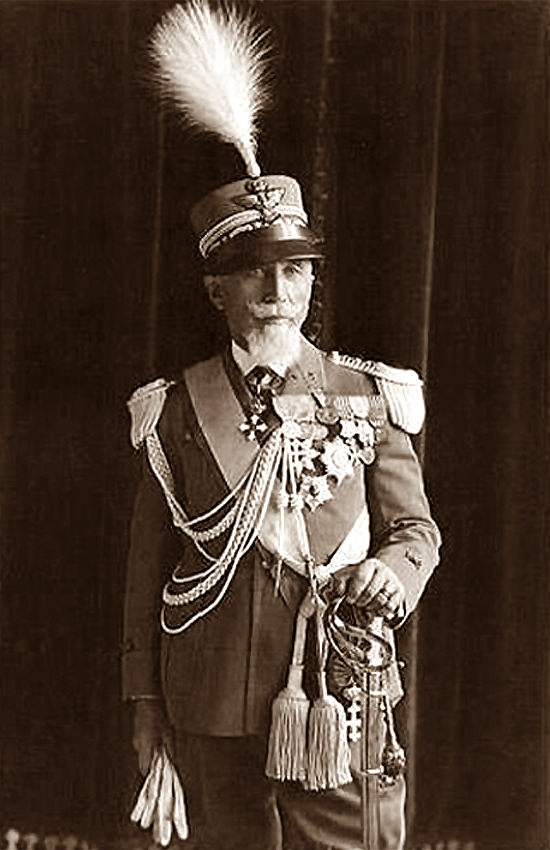
Эмилио де Боно

3 октября 1935 г. в 5 часов утра, без объявления войны, итальянская армия вторглась в Эфиопию из Эритреи и Сомали; одновременно авиация Италии начала бомбардировки города Адуа. Сухопутные войска под руководством маршала Эмилио Де Боно, расквартированные на территории Эритреи, перешли пограничную реку Мэрэб и развернули наступление в направлении Адди-Грат — Адуа — Аксум.
Итальянская армия вторжения была разделена на три оперативных соединения, наступавших в трёх направлениях:
- Северный фронт (10 дивизий) — должен был нанести главный удар в направлении на Дессие и далее — на Аддис-Абебу[15];
- Центральный фронт (1 дивизия) — имел основной задачей обеспечить внутренние фланги и защиту коммуникаций Северного и Южного фронтов, должен был наступать от Асэба через пустыню Данакиль на Аусу и далее, в направлении на Дессие[15];
- Южный фронт (4 дивизии, командующий — генерал Родольфо Грациани) — имел задачу наступать с территории Итальянского Сомали, отвлечь и связать боем как можно больше эфиопских войск, поддержать наступление частей Северного фронта ударом в направлении Корахе — Харэр, а затем выйти на соединение с Северным фронтом в районе Аддис-Абебы[15].

В 10:00 Хайле Селассие I отдал приказ о всеобщей мобилизации. Он лично взял на себя руководство военными действиями: пример его руководства — приказ от 19 октября:

1. Устанавливать палатки следует внутри пещер, под покровом деревьев или в лесу, если место к тому располагает, и разделять их повзводно. Палатки следует ставить на расстоянии 30 кубитов одна от другой
2. Заметив вдали аэроплан, нужно немедленно оставить крупную, хорошо просматриваемую дорогу или открытое поле, и двигаться далее, придерживаясь узких долин и траншей, по извилистым дорогам, стараясь держаться ближе к лесу или древесным насаждениям.
3. Для прицельного бомбометания самолёту нужно снизиться до высоты около 100 метров, едва это произойдёт, следует дать дружный залп из надёжных, длинных ружей, и немедленно рассредоточиться. Самолёт, в который попало 3 или 4 пули, рухнет на землю. Стрелять должны только те, кому отдан подобный приказ, и чьё оружие было специально определено как соответствующее задаче; беспорядочная стрельба приведёт лишь к трате боеприпасов, и откроет врагу местонахождение отряда.
4. Ввиду того, что, набирая высоту, самолёт фиксирует положение людей, отряду безопаснее оставаться рассредоточенным до тех пор, пока самолёт находится в достаточной близости. Ввиду того, что врагу на войне свойственно выбирать себе мишенью украшенные щиты, галуны, плащи, расшитые серебром и золотом, шёлковые рубашки и т. п. Посему, равно для тех, кто носит верхнюю одежду или не имеет её, предпочтительней будет использовать рубашки неярких цветов с узкими рукавами. Когда, с Божьей помощью, мы вернёмся <в страну> вам позволено будет вновь украсить себя золотом и серебром. Но сейчас настало время сражаться. Мы даём вам эти советы, в надежде уберечь вас от опасности, которой чревата неосмотрительность. Мы также доводим до вашего сведения, что готовы вступить в бой плечом к плечу с нашими подданными и пролить свою кровь во имя свободной Эфиопии…

Однако эти инструкции мало помогали эфиопским воинам в их действиях против современной армии. Большая часть эфиопских командиров была пассивна, некоторые феодалы вообще отказывались подчиняться приказам из императорской ставки, многие из самонадеянности не желали придерживаться тактики партизанской войны. Знатность в эфиопской армии с самого начала оказалась на первом месте, в ущерб талантам. Тремя командующими фронтов были назначены племенные вожди — расы Каса, Сыюм и Гетачоу.

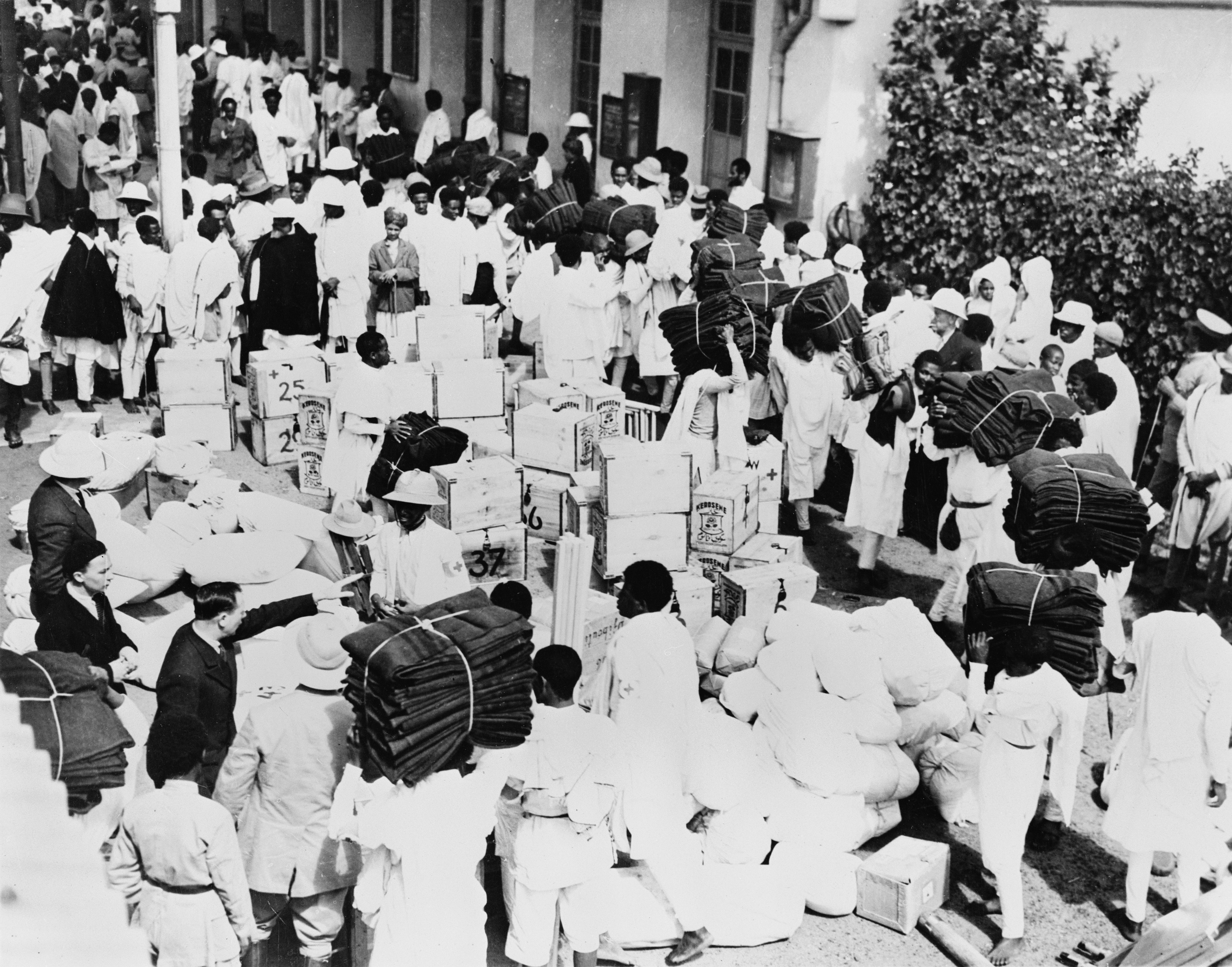
Сбор гуманитарной помощи для фронта в Аддис-Абебе

На боевых позициях эфиопов отрицательно сказалась разобщённость их армий на Северном и Южном фронтах. Из-за отсутствия разветвлённой сети дорог и достаточного количества транспорта это мешало своевременно перебрасывать подкрепления. В отличие от итальянцев у эфиопов фактически не было центральной группы войск, противостоящей вторгшимся частям противника в районе Аусы. Эфиопы рассчитывали на вооружённые отряды султана Аусы и на труднодоступность пустынной области Данакиль; они не предвидели, что султан перейдёт на сторону врага и что итальянские части, перемещавшиеся на верблюдах, будут обеспечиваться продовольствием и водой транспортными самолётами из Асэба. Однако судьба войны решалась на Северном фронте.
Опорным пунктом эфиопских войск вскоре стал город Дэссе, куда с 28 ноября 1935 г. переместилась из Аддис-Абебы ставка императора. В октябре — ноябре 1935 г. итальянцы овладели городами провинции Тигре. Попытки контрнаступления эфиопов не всегда были неудачны.
В декабре рас Имру — двоюродный брат Хайле Селассие — предпринял успешное наступление на Аксум; 15 декабря 3-тысячное войско перешло р. Тэкэзе примерно в 50 км юго-западнее Адуа. Немедленно после переправы эфиопы атаковали находившийся здесь эритрейский колониальный батальон, в тыл которому незаметно проникла другая эфиопская часть, переправившаяся через реку ниже переправы основных сил раса Имру. В сражении эфиопы уничтожили 9 итальянских офицеров, 22 итальянских солдат и 370 туземных солдат-«аскари», захватили 50 пулемётов и винтовки.
Хайле Селассие потребовал от расов Касы и Сейюма, действовавших на центральном направлении Северного фронта, решительных действий. Подразделение под командованием Хайлю Кэббэдэ, состоявшее из солдат расов Касы и Сыюма, в ходе кровопролитного 4-дневного боя освободило город Абби-Адди, занимавший важное стратегическое положение в Тэмбепе, лесисто-горной области к западу от Мэкэле. Здесь эфиопские солдаты заняли довольно крепкие позиции. Во время этого сражения эфиопские солдаты сумели захватить и вывести из строя несколько итальянских танков.

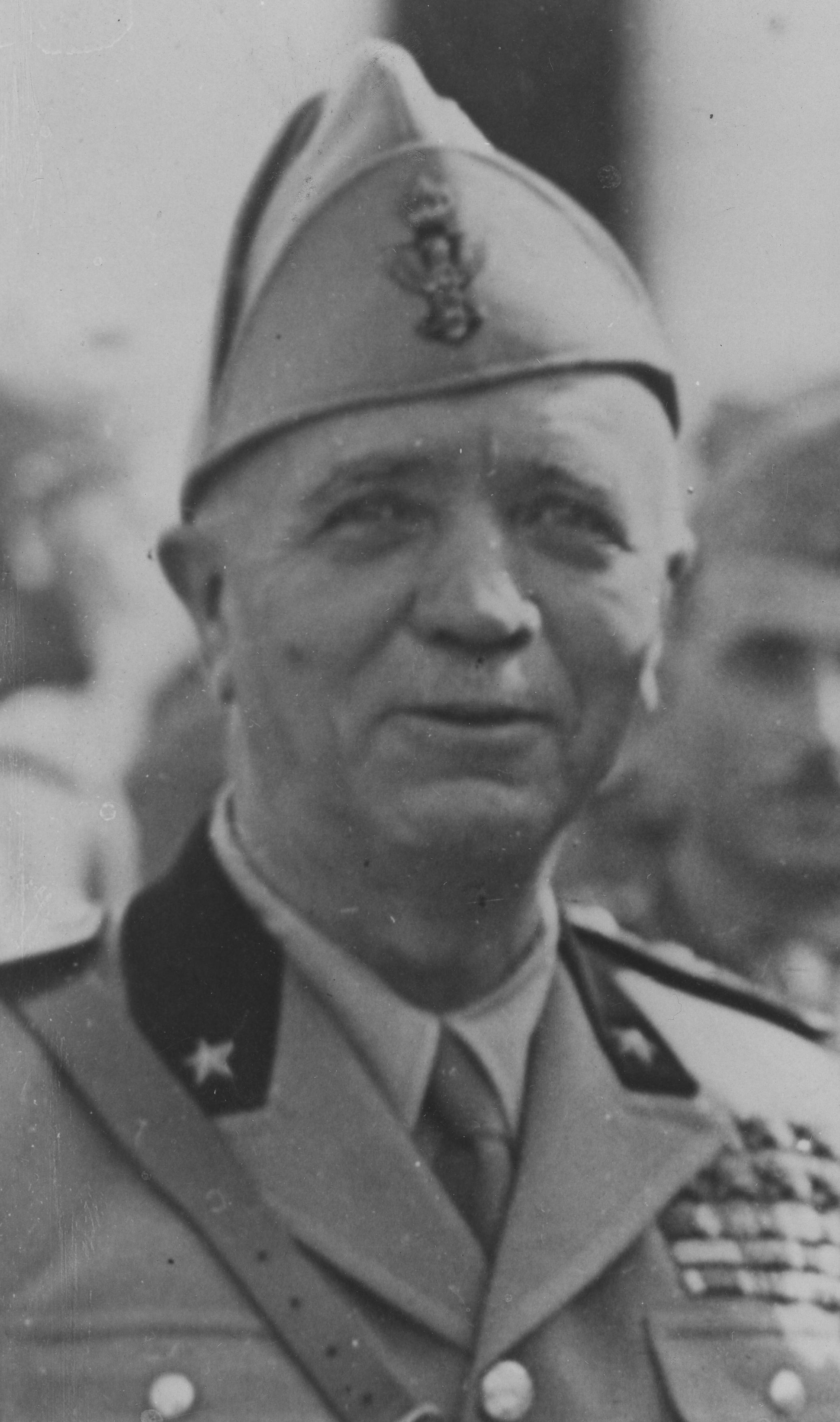
Пьетро Бадольо

Неудачи приводили в ярость Муссолини, для которого эта война стала его первой полноценной военной кампанией. Дуче пытался из Италии лично руководить военными действиями. Старый маршал Де Боно часто не обращал внимания на указания из Рима, хотя и не возражал Муссолини открыто, а действовал по обстановке, стараясь приспособиться к условиями Эфиопии. Между тем война выявила массу недостатков в итальянской армии. Она была плохо экипирована и плохо снабжалась, в воинских частях процветали мародёрство, торговля медалями и «чёрный рынок». Соперничество между армейскими частями и фашистской милицией, пользовавшейся многими льготами, неблагоприятно влияло на настроения в войсках.
Сместив маршала Де Боно в декабре 1935 г., Муссолини дал приказ новому командующему, маршалу Бадольо, применять химическое оружие, нарушая Женевскую конвенцию 1925 г. Итальянская авиация систематически совершала рейды в глубь эфиопской территории, нанося бомбовые удары по мирным целям.
Хайле Селассие впоследствии писал:

Мы атаковали пулемётные гнёзда противника, его артиллерию, голыми руками захватывали танки, мы переносили воздушные бомбардировки, но против отравляющих газов, которые незаметно опускались на лицо и руки, мы ничего сделать не могли.

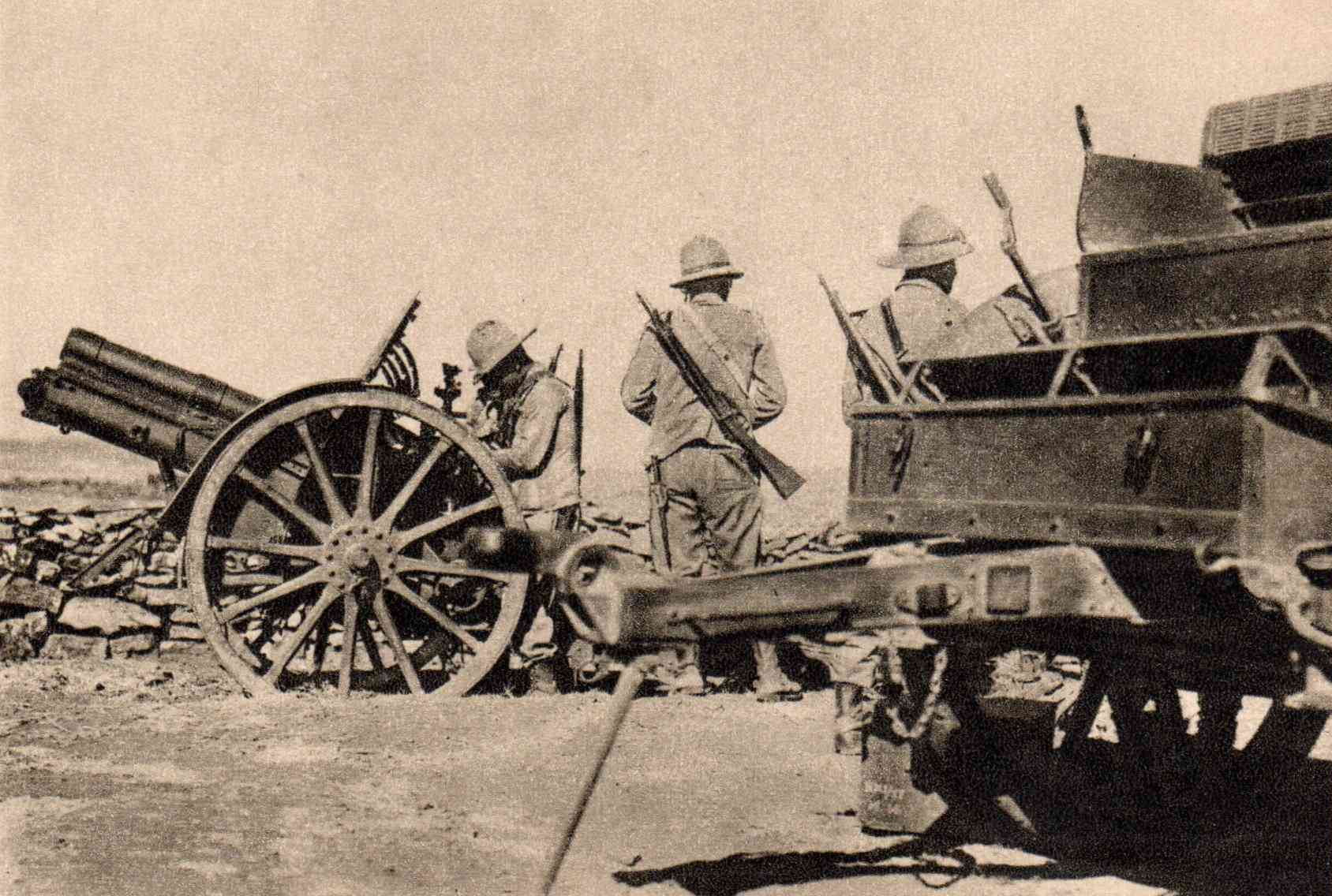
Расчёт итальянской 100-мм гаубицы (почтовая открытка 1936 года)

В январе 1936 г. армии расов Касы и Сыюма вновь перешли в наступление, прорвали фронт итальянцев и почти достигли дороги Адуа — Мэкэлэ. Но 20 — 21 января итальянцы, получив подкрепление в живой силе и технике, нанесли по эфиопским частям массированный удар, снова использовав отравляющие газы. Расы Каса и Сейюм отступили и тем заставили отступить и раса Ымру; в результате контрнаступления захватчикам удалось вклиниться между позициями расов Касы и Мулугеты. Эфиопские войска на Северном фронте оказались разделёнными на три изолированные группировки. Из-за отсутствия оперативной связи между ними у итальянцев появилась возможность поэтапного нападения на каждую из этих группировок, что и было осуществлено итальянским командованием.

Рас Мулугета

Вначале итальянцы, имевшие на каждом участке фронта превосходство в живой силе и технике, в середине февраля разбили армию военного министра Эфиопии раса Мулугеты, расположившуюся в горном массиве Амба-Арадом. При отходе на эфиопов нападали перешедшие на сторону итальянцев оромо-азебо. Остатки армии Мулугеты погибли под бомбами, в том числе и с ипритом, при отступлении к озеру Ашэнге (к северу от Дэссе).
Поскольку расы Касса и Сейюм оставались в неведении о разгроме Мулугеты, итальянцы в конце февраля сходящимися ударами с севера и востока сокрушили армии обоих эфиопских военачальников, остатки которых бежали, также преследуемые итальянскими ВВС, в горный район Сымен.
В марте 1936 года в решающем сражении в Шире, на правом берегу Тэкэзе, был разбит Ымру, самый талантливый из расов (у него было 30 — 40 тыс. против 90 тыс. итальянцев). С потерями переправившись через Тэкэзе, Ымру отступил к Ашэнге. Здесь концентрировались последние боеспособные части, сюда же стекались разрозненные отряды разбитых итальянцами армий расов Мулугеты, Касы и Сейюма.
В ставке императора решили начать контрнаступление при Май-Чоу, севернее озера Ашэнге. Эфиопским войскам, насчитывавшим 31 тысячу человек, противостояла 125-тысячная итальянская армия с приданными ей 210 артиллерийскими орудиями, 276 танками и сотнями самолётов. Битва, определившая судьбу Эфиопии, началась 31 марта. В самом начале эфиопам немного сопутствовал успех; они потеснили неприятеля на его левом фланге. Но в результате массированных ударов вражеской артиллерии и авиации эфиопские войска отошли на исходные позиции. Итальянцы перешли в контрнаступление. Атаками с воздуха и мощным артиллерийским огнём была почти полностью уничтожена императорская гвардия. Отступление превратилось в бегство. В руки итальянцев попали личный автомобиль Хайле Селассие и его радиостанция.
После сражения под Май-Чоу эфиопская армии на Северном фронте практически перестала существовать. Сражались только отдельные группы, используя тактику партизанской войны. Через несколько дней Хайле Селассие обратился к мировому сообществу с призывом о помощи:
Неужели народы всего мира не понимают, что борясь до горестного конца, я не только выполняю свой священный долг перед своим народом, но и стою на страже последней цитадели коллективной безопасности? Неужели они настолько слепы, что не видят, что я несу ответственность перед всем человечеством?.. Если они не придут, то я скажу пророчески и без чувства горечи: Запад погибнет…
1 апреля 1936 г. итальянские части, преследующие раса Ымру, взяли Гондэр.
20 апреля 1936 года итальянцы вступили в Дэссие.
На Южном фронте итальянцы под командованием Грациани нанесли ряд поражений армиям раса Деста Демтю и дэджазмача Нэсибу Заманеля. Многие приближённые советовали дать бой у столицы, а затем развернуть партизанскую войну, но Хайле Селассие принял предложение Англии о предоставлении убежища. Он назначил главнокомандующим и главой правительства своего двоюродного брата, раса Ымру и 2 мая выехал в Джибути.
5 мая итальянские моторизованные части вступили в Аддис-Абебу.
8 мая 1936 года итальянские войска заняли Харар.
К этому времени большая часть страны ещё не контролировалась итальянцами; в дальнейшем активные действия партизан в сочетании с особенностями рельефа сделали невозможным полный контроль итальянской оккупационной армии над Эфиопией.

### Действия итальянской авиации
В общей сложности, в период с 3 октября 1935 года до 5 мая 1936 года в войне против Эфиопии были задействованы 400 итальянских самолётов, налёт которых составил 35 тысяч часов. Самолёты доставили итальянским войскам 1100 тонн продовольствия и 500 тонн иных грузов, осуществили 872 бомбовых, 178 пулемётных и 454 комбинированные атаки (в которых израсходовали 1500 тонн бомб и 3 млн патронов), выполнили 2149 ближних и 830 дальних разведывательных вылетов (общая продолжительность ведения аэрофотосъёмки в ходе которых составила 300 часов). По другим источникам, на 5 мая 1936 года численность итальянской авиации, задействованной в войне, составляла 386 самолётов. Потеряно 72 самолёта, подавляющая часть по техническим и навигационным причинам.

## Международная реакция
На помощь Эфиопии прибыли добровольцы из Британской Индии, Египта и Южно-Африканского Союза, а также несколько граждан США негритянского происхождения.
Кроме того, против итальянского экспедиционного корпуса сражались итальянцы-антифашисты, помогавшие в подготовке, организации и ведении партизанской войны в Эфиопии. Среди них — издатели бюллетеня «Голос из Абиссинии» (итал. La Voce degli Abissini) специец Доменико Ролла, ливорнец Илио Баронтини и триестец Антон Укмар, прозванные «тремя апостолами»: «Пётр», «Павел» и «Иоанн».
31 августа 1935 года США объявили о намерении не продавать оружие обеим воюющим сторонам и отказались продать Эфиопии два санитарных самолёта, однако на заседании Лиги Наций голосовали против предложения об установлении запрета для Италии на использование Суэцкого канала для снабжения войск в Эфиопии. Великобритания также не решилась закрыть Суэцкий канал для итальянских судов.
В то же время французские колониальные власти в Джибути отказались перевезти к границе с Эфиопией, а затем задержали груз оружия, заказанный правительством Эфиопии.
Советский Союз решительно выступил в защиту государственного суверенитета Эфиопии, хотя и не имел с ней дипломатических отношений.
5 сентября 1935 года народный комиссар иностранных дел СССР M. M. Литвинов на заседании Совета Лиги обратил внимание на то, что «налицо несомненная угроза войны, угроза агрессии, которую не только не отрицает, а, наоборот, подтверждает сам представитель Италии. Можем ли мы пройти мимо этой угрозы?..». От имени правительства СССР он предложил Совету «не останавливаться ни перед какими усилиями и средствами, чтобы предотвратить вооруженный конфликт между двумя членами Лиги». Через несколько дней на заседании Генеральной Ассамблеи Лиги Наций глава советской делегации вновь призвал государства, ответственные за сохранение мира, принять все меры к усмирению агрессора. Однако Лига Наций ничего не сделала для защиты Эфиопии — как следствие, Италия получила возможность начать войну.
В октябре 1935 действия Италии осудил Конгресс итальянских эмигрантов в Брюсселе.
7 октября 1935 Лига Наций признала Италию агрессором.
11 ноября Совет Лиги Наций принял решение ввести экономические санкции против Италии — запретить поставки оружия и отдельных видов стратегического сырья (каучук, свинец, олово, хром), а также призвал страны-участники Лиги Наций ограничить импорт итальянских товаров и воздержаться от предоставления Италии кредитов и займов. При этом эмбарго не распространялось на нефть, уголь и металл, а также позволяло Италии закупать необходимые материалы через посредничество третьих стран, не участвовавших в санкциях по отношению к Италии.
Экономические санкции против Италии вступили в силу с 18 ноября 1935 года, к экономическим санкциям против Италии присоединилось 51 государство.
Ряд стран отказались установить ограничения на торгово-экономические отношения с Италией:
- США — обеспечивавшие поставки в Италию 72 % парафина; более 60 % хлопка-сырца; 40 % чугунного лома; 27 % стального лома; 27 % машин и оборудования; 26 % никеля; нефть и др.[26];
- Германия — поставлявшая Италии 40 % угля; 25 % проката; 11 % железа и стали; 7 % никеля[26];
- Австрия — поставлявшая Италии 28 % древесины и лесоматериалов; 12 % железа и стали (в том числе, 23 % специальных сортов стали)[26];
- Венгрия — поставлявшая Италии значительные объёмы продовольствия[26].

СССР выступил с предложением установить эмбарго на поставки в Италию нефти и нефтепродуктов, которое поддержали 9 стран мира (Аргентина, Голландия, Индия, Иран, Новая Зеландия, Румыния, Сиам, Финляндия и Чехословакия), но в конечном итоге это предложение было отклонено.
Поскольку производство алюминия в Италии превышало потребности, введённый Лигой Наций запрет на продажу Италии алюминия оказался лишённым смысла. Не оказался сколько-нибудь эффективным и запрет на продажу Италии железного лома и железной руды, поскольку этот запрет не распространялся на чугун и стальные болванки. В результате эмбарго оказалось неэффективным.
В декабре 1935 года госсекретарь Великобритании по международным отношениям Сэмюэль Хор и премьер-министр Франции Пьер Лаваль предложили Италии и Эфиопии соглашение Хора — Лаваля, согласно которому Эфиопия должна была уступить Италии провинции Огаден и Тигре и область Данакиль, принять на службу итальянских советников и предоставить Италии исключительные экономические льготы; в обмен на это Италия должна была уступить Эфиопии выход к морю в районе города Асэб. 9 декабря 1935 года текст соглашения был одобрен правительством Великобритании и 13 декабря представлен Лиге Наций. 16 декабря 1935 года император Эфиопии заявил протест в связи с тем, что предложенный план разработан без участия Эфиопии и не учитывает интересы Эфиопии как независимого государства
4 июля 1936 года Лига Наций постановила отказаться от дальнейшего применения санкций в отношении Италии. 15 июля 1936 года экономические санкции против Италии были отменены. 11 декабря 1937 г. Италия вышла из Лиги Наций. Война показала неэффективность Лиги Наций как инструмента урегулирования международных конфликтов.
Первой страной, прекратившей дипломатические отношения с Эфиопией, была Латвия. 25 июля 1936 г. дипотношения с Эфиопией прекратила Германия, а 18 ноября 1936 года — Японская империя. В 1937 году только шесть государств мира (включая СССР, США и Китай) осуждали оккупацию Эфиопии. В 1938 году суверенитет Италии над эфиопской территорией признали Великобритания и Франция. Правительства Испанской республики и СССР так и не согласились с захватом Эфиопии.

## Итоги войны
По официальным данным Италии, в ходе войны в Абиссинии 1935—1936 гг. погибли 2313 военнослужащих-итальянцев, 1593 военнослужащих туземных войск и 453 итальянских вольнонаёмных рабочих, прямые военные расходы Италии составили 12,111 млрд лир, а общие расходы на ведение войны (с учётом расходов на строительство автомобильных и железных дорог, зданий и иных необходимых сооружений) — 40 млрд лир.
7 мая 1936 г. Италия аннексировала Эфиопию; 9 мая итальянский король Виктор Эммануил III был объявлен императором Эфиопии.
1 июня 1936 года Эфиопия, Эритрея и Итальянское Сомали были объединены в составе колонии Итальянская Восточная Африка.
30 июня 1936 года на чрезвычайной сессии Лиги Наций, посвящённой аннексии Эфиопии, Хайле Селассие выступил с призывом вернуть Эфиопии независимость. Он предупреждал: «То, что происходит у нас сегодня, произойдёт у вас завтра» и критиковал международное сообщество за бездействие.
В результате применения отравляющих газов в итало-эфиопской войне погибло 273 тыс. жителей Эфиопии, ещё 484 тыс. погибли в 1935—1941 гг. в ходе боевых действий, в результате бомбардировок и артиллерийских обстрелов, вследствие казней, репрессий и от голода.
Война предоставила немецким спецслужбам значительный объём информации о деятельности английского военно-морского флота. Война также способствовала некоторому сближению военно-морских сил Великобритании и Франции на Средиземном море — к апрелю 1936 года между ними был установлен обмен информацией о приблизительном местонахождении кораблей.

## Последующие события
На оккупированной территории Эфиопии развернулась партизанская война.
Рас Насибу продолжал войну в северо-восточном Хараре, а Фикре Мариам — в районе вдоль железной дороги Джибути — Аддис-Абеба.
28 июля 1936 года эфиопские партизанские отряды окружили и предприняли попытку штурма столицы.
В западной части страны в 1936 году возникла партизанская группа «Чёрные львы», основу которой составили военнослужащие армии Эфиопии.
Войска раса Имру продолжали действовать в провинциях Годжам, Воллега и Илубабар до конца декабря 1936 года, когда они были разгромлены. В операции по уничтожению войск раса Имру итальянцы задействовали крупную группировку войск и 253 самолёта.
19 февраля 1937 года в Аддис-Абебе эфиопские партизаны совершили покушение на Р. Грациани (осколками самодельной бомбы были ранены несколько человек).
До апреля 1937 года отдельные подразделения и отряды из военнослужащих эфиопской армии продолжали вести боевые действия на оккупированной территории Эфиопии.
Весной 1937 года началось восстание в провинции Волло и Тигре.
В августе 1937 года вспыхнуло восстание в провинции Годжам.
В 1938 году в результате объединения нескольких партизанских отрядов возник «Комитет единства и сотрудничества», который возглавляли Аурарис и рас Абэбэ Арэгай
Партизанская война на оккупированной территории Эфиопии продолжалась до 1941 года. Итальянцы были вынуждены удерживать крупные силы на территории «Итальянской Восточной Африки». В общей сложности, по состоянию на середину 1940 года, итальянская группировка под командованием Амадео Умберто, сосредоточенная на территории «Итальянской Восточной Африки» (в Эфиопии, Сомали и Эритрее) насчитывала две дивизии, 29 отдельных колониальных бригад, 33 отдельных батальона (110 тыс. человек, 813 артиллерийских орудий, 63 лёгких и средних танка, 129 бронеавтомобилей, 150 боевых самолётов), не считая несколько лёгких кораблей итальянского военно-морского флота. Потери итальянской оккупационной армии на территории Эфиопии в 1936—1941 годах составили 9 555 человек убитыми, до 144 000 человек ранеными и заболевшими.
2 декабря 1940 года командующий британскими войсками на Ближнем Востоке А. Уэйвелл отдал приказ начать подготовку к наступлению на территорию Эфиопии. В январе 1941 года английские войска начали наступление (из Кении через Итальянское Сомали, из южного Йемена через Британское Сомали и из Англо-Египетского Судана) и 19 января 1941 года вступили на территорию Эфиопии. 31 января 1941 года британский генерал-лейтенант Уильям Платт нанёс поражение итальянскому генералу Фруши, 17 марта отряд англичан вошёл в Джиджигу, а затем британцы начали наступление на Харар — второй по величине город страны. В ходе этого наступления британские войска без боя прошли через проход Марда и 25 марта 1941 года заняли Харар.
31 марта 1941 года британские войска прорвались через укреплённое ущелье Кэрэн. В дальнейшем, при поддержке со стороны эфиопских отрядов они продолжили наступление. В апреле 1941 года туземные части, сформированные итальянцами на территории Эфиопии, начали переходить на сторону эфиопского императора Хайле Селассие.
4 апреля начались бои в районе столицы, а 6 апреля 1941 года эфиопские отряды заняли Аддис-Абебу. После потери Аддис-Абебы итальянские войска начали отступление на север, к горному массиву Аладжи.
5 мая 1941 г. в столицу вернулся император Хайле Селассие. К концу 1941 года итальянские силы были изгнаны с территории Эфиопии (однако английские войска остались на территории страны до 1954 года).
В общей сложности в период итальянской оккупации Эфиопии (1936—1941) погибло 760 тыс. жителей страны (в том числе 75,5 тыс. участников партизанского движения), общий экономический ущерб (по официальным данным правительства Эфиопии, названным на Парижской мирной конференции 1947 года) составил 779 млн долларов США.
В 2001 году Эфиопия обратилась к Италии с просьбой предоставить сведения о складах боеприпасов и химического снаряжения, которые были завезены в эту страну в период войны 1935—1936 гг. и использовались в период с декабря 1935 года до 1941 года (против эфиопских партизан). Италия отказалась предоставить эту информацию. По экспертным оценкам, в 1935—1941 гг. в Эфиопию было ввезено около 80 тыс. тонн боевых отравляющих веществ.